# Maria Leopoldina d'Austria-Este
Maria Leopoldina d'Austria-Este (Milano, 10 dicembre 1776 – Wasserburg am Inn, 23 giugno 1848) fu un'arciduchessa della casa d'Austria-Este per nascita, elettrice di Baviera, come moglie di Carlo Teodoro, e infine contessa d'Arco per matrimonio.

## Biografia

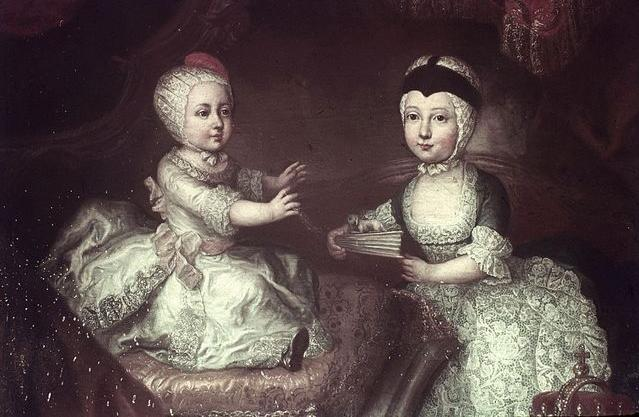
Ritratto di Maria Leopoldina e suo fratello il duca di Modena e Reggio Francesco IV, 1777 circa.

Maria Leopoldina era la seconda figlia femmina dell'arciduca Ferdinando d'Asburgo-Lorena, e di sua moglie, la principessa Maria Beatrice d'Este. Sebbene l'arciduca Ferdinando non fosse dotato come suo fratello maggiore Giuseppe II, il suo governo come governatore generale della Lombardia lo rese estremamente popolare; lui e sua moglie cercavano la vicinanza ai loro sudditi e dovevano la loro grande stima soprattutto al loro impegno sociale.
Ferdinando e Maria Beatrice erano genitori affettuosi e si concentrarono sull'educazione dei loro figli e cercando di combinare unione favorevoli per le loro figlie. Soprattutto, i pensieri di Ferdinando erano segnati dal modo di pensare dinastico di sua madre. In primo luogo, organizzò il matrimonio della figlia maggiore Maria Teresa (dal nome della nonna) con Vittorio Emanuele, duca d'Aosta ed erede presunto di Carlo Emanuele IV di Sardegna nel 1789. Maria Leopoldina, che all'epoca aveva tredici anni, si era evoluta in una ragazza divertente e carina con un forte temperamento italiano. 
L'invasione francese di Milano nel 1796 lo costrinse a fuggire con la famiglia in esilio a Vienna.

## Matrimoni

### Primo Matrimonio
Carlo Teodoro, elettore di Baviera, era sposato dal 1742 con la contessa palatina Elisabetta Augusta di Sulzbach; tuttavia la loro unione non fu felice e produsse un solo figlio, che morì dopo un giorno di vita. Carlo Teodoro era il padre di numerosi figli illegittimi dalle sue relazioni con Françoise Després-Verneuil e Josefa Seyffert, che non avevano alcun diritto all'elettorato. Il ramo Palatinato-Sulzbach della Casa di Wittelsbach fu minacciato di estinguersi dopo la morte dell'Elettore, se non avesse potuto generare discendenti legittimi. Pertanto, Carlo Teodoro decise dopo la morte della moglie nell'agosto 1794 di contrarre un secondo matrimonio con un'arciduchessa d'Asburgo-Lorena, poiché erano considerate una delle famiglie regnanti più prestigiose d'Europa. Alla ricerca di una sposa asburgica adatta, l'imperatore Francesco II scelse sua cugina, l'arciduchessa Maria Leopoldina d'Austria-Este, descritta come una ragazza bella, ben cresciuta e istruita. Viene menzionato anche un difetto fisico, una gamba sinistra più corta. Inoltre, le sue abilità nel ballo sono elogiate ed è stata evidenziata la potenziale capacità di avere figli.
La diciottenne Maria Leopoldine non aveva idea di questo progetto matrimoniale e non conosceva personalmente il suo sposo settantenne. Mentre l'arciduca Ferdinando acconsentiva al matrimonio tra la giovane figlia e l'anziano elettore, sua moglie Maria Beatrice nutriva dei dubbi. Tuttavia il matrimonio fu concordato e la giovane arciduchessa dovette sacrificare la propria felicità alla ragion di Stato. All'inizio di gennaio 1795 il conte Maximilian von Waldburg-Zeil zu Trauchburg giunse a Milano per negoziare il contratto di matrimonio. Nel corso di questa visita, ha donato alla sposa un ritratto del suo futuro marito e ha inviato un ritratto dettagliato della giovane arciduchessa. In una lettera a Carlo Teodoro, descrive Maria Leopoldina come una ragazza più italiana che tedesca, sia nell'aspetto che nel carattere. Loda la sua vita ben formata e le belle proporzioni del suo viso rotondo. Ha anche sottolineato la sua pietà e la sua conoscenza dell'italiano, del francese e del tedesco. Carlo Teodoro era entusiasta delle descrizioni della sua futura moglie e dichiarò che, dopo la sua morte, avrebbe ricevuto il Palazzo Elettorale di Monaco o il Castello di Neuburg come sede vedovile, e la sua corte sarebbe stata pagata dai fondi statali.

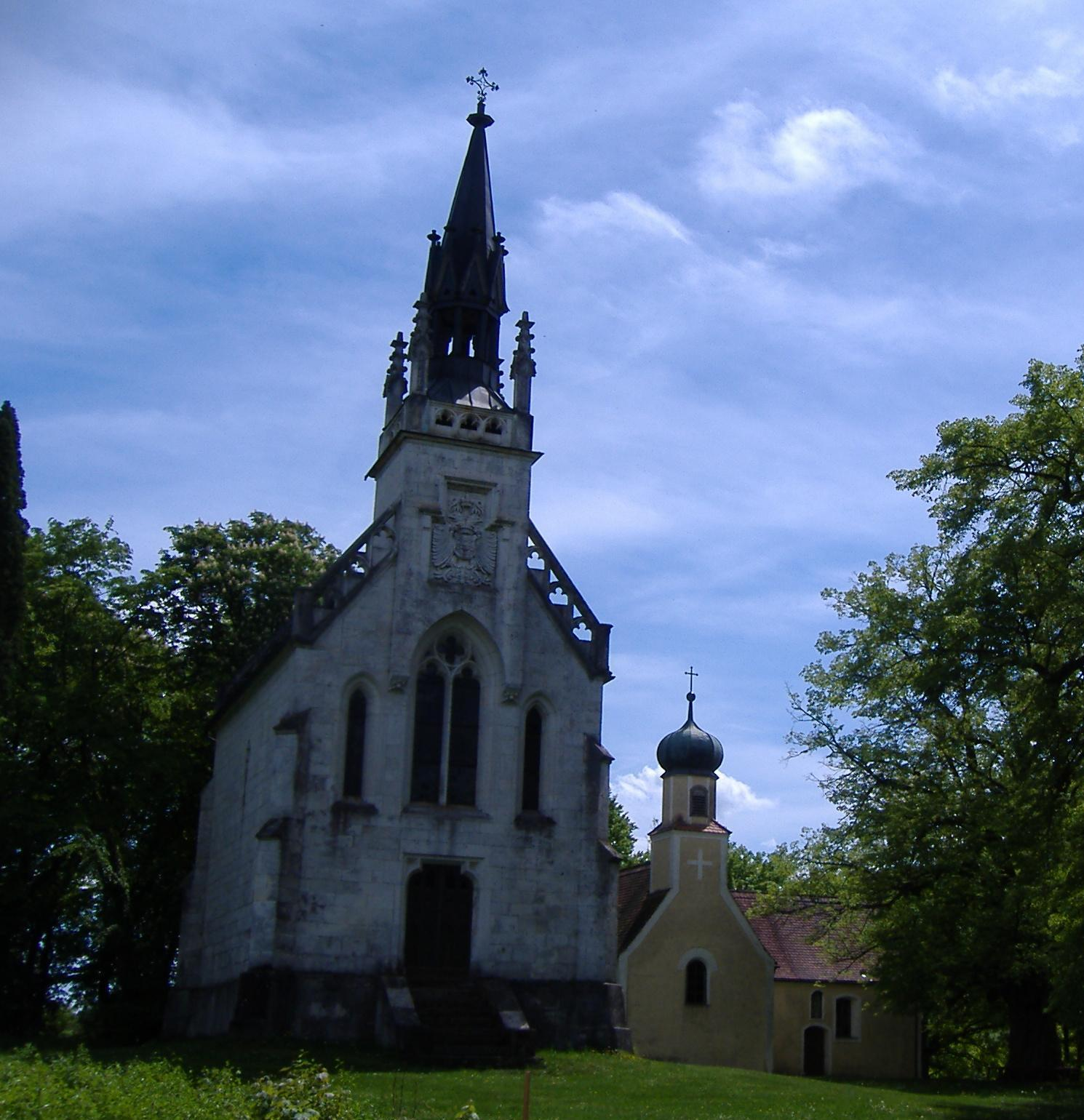
La cappella neogotica con la cripta della principessa Maria Leopoldina sulla Antoniberg.

All'inizio di febbraio 1795 fu annunciato ufficialmente il fidanzamento e il 15 febbraio, domenica di carnevale, si svolse la cerimonia nuziale nella Sala del Trono dell'Hofburg di Innsbruck. Al matrimonio furono invitati solo i familiari più stretti e tre giorni dopo gli sposi lasciarono Innsbruck per la Baviera. Quando arrivarono a Monaco, furono organizzati magnifici balli e rappresentazioni teatrali.
Maria Leopoldina sembrò in un primo momento unirsi al suo destino e soddisfare le aspettative che la sua famiglia e suo marito avevano per lei. Il matrimonio, tuttavia, fu condannato fin dall'inizio, poiché la sposa non poteva provare alcun sentimento per il suo anziano sposo. Subito dopo il matrimonio, si ritirò dai tentativi del marito di avvicinarla e, dopo una violenta lite, si rifiutò persino di adempiere ai suoi doveri coniugali. La giovane Elettrice evitava la compagnia del marito e cercava la vicinanza dei giovani. Si dimostrò persino apertamente contraria al matrimonio con l'anziano Elettore. L'Elettrice terrorizzò suo marito e l'intera corte di Monaco e prese pubblicamente amanti di ogni condizione sociale. Questi includevano una guardia italiana, il musicista di corte Franz Eck, il famoso statista bavarese Maximilian von Montgelas, il ciambellano Karl von Arco e il canonico di Augusta e donnaiolo Karl von Rechenberg. Ha anche concluso la relazione con la sua famiglia in Austria, poiché li incolpava del suo matrimonio; invece scelse di stringere un'alleanza con la Casa del Palatinato-Zweibrücken in opposizione all'alleanza che suo marito aveva stretto con la sua stessa famiglia asburgica.
Il 12 febbraio 1799 Carlo Teodoro subì un ictus e Maria Leopoldina scrisse immediatamente all'eventuale successore, il duca Massimiliano Giuseppe del Palatinato-Zweibrücken, per testimoniare la sua lealtà nei suoi confronti.
L'elettore Carlo Teodoro morì il 16 febbraio 1799 a Monaco di Baviera. La sua morte diede sollievo ai suoi sudditi bavaresi, a sua moglie e alla famiglia del Palatinato-Zweibrücken. L'ultima speranza della linea Sulzbach sarebbe stata un'eventuale gravidanza di Maria Leopoldine; tuttavia, lo negò, consentendo così alla linea Zweibrücken della Casa di Wittelsbach di assumere il controllo dell'elettorato di Baviera. Il defunto Elettore fu sepolto alla fine di febbraio 1799 nella Theatinerkirche. Il 12 marzo, il nuovo sovrano Massimiliano Giuseppe, fece il suo ingresso nella capitale bavarese tra l'esultanza della popolazione.
Maria Leopoldina, ora elettrice vedova, si stabilì nel castello di Berg sul lago di Starnberg. Dopo la morte del marito divenne rapidamente nota per il suo stile di vita libertino con feste permissive, fino a quando rimase incinta e per due anni fu costretta all'esilio a Lubiana per coprire lo scandalo. Una volta lì, Maria Leopoldina visse in un palazzo nobiliare e diede alla luce un figlio illegittimo. La paternità del bambino, così come la sua identità e l'ulteriore destino sono sconosciuti.
Dopo essere tornata in Baviera nel 1801, acquistò il castello di Stepperg vicino a Neuburg an der Donau. Maria Leopoldina riconobbe l'alto potenziale economico della bella e fertile zona e trovò nella persona dell'imprenditore ed esperto finanziario Joseph von Utzschneider un consulente capace e competente. Migliorando l'uso agricolo del suolo, ha potuto aumentare immensamente i suoi guadagni e ottenere un alto profitto sui mercati. Maria Leopoldina ampliò la sua proprietà acquistando il vicino birrificio Rennertshofen con le rispettive terre. Così, l'elettrice vedova divenne molto ricca, ma sosteneva anche famiglie contadine finanziariamente povere della zona.

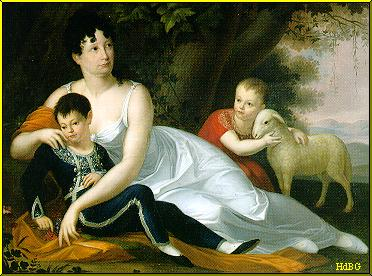
Maria Leopoldina d'Austria-Este, contessa von Arco, con i figli Aloys e Maximilian.

### Secondo Matrimonio
Soffrendo di un'intensa solitudine, Maria Leopoldina iniziò a cercare un marito adatto. Scelse il conte Ludwig Joseph von Arco (1773-1854), membro di una nobile famiglia Arco del Nord Italia stabilitasi a Monaco, che accettò la sua proposta di matrimonio. Tuttavia, poiché lo sposo non era di rango sufficiente per un'arciduchessa austriaca ed elettrice vedova bavarese, Maria Leopoldina fu costretta a rinunciare ai suoi diritti asburgici per il matrimonio, che ebbe luogo il 14 novembre 1804 a Monaco.
Tuttavia, subito dopo, sono apparsi i contrasti e le divergenze tra Maria Leopoldins e il marito, tanto che si sono anche separati per un po'. Mentre gestiva le sue terre, il conte von Arco preferiva la vita sociale di Monaco. Nonostante queste circostanze, la coppia ebbe tre figli:
- Aloys Nikolaus Ambros von Arco (6 dicembre 1808–10 settembre 1891), sposò prime nozze la margravina Irene Pallavicini e in seconde nozze Pauline Oswald, ebbero due figli;
- Maximilian Joseph Bernhard von Arco-Zinneberg (13 dicembre 1811–13 novembre 1885), sposò la contessa Leopoldine von Waldburg zu Zeil und Trauchburg, ebbero tredici figli;
- Caroline von Arco (26 dicembre 1814–18 gennaio 1815).

Maria Leopoldina era una madre molto dominante e si è concentrata sull'educazione dei suoi figli. I due bambini trascorsero la loro prima infanzia nel castello di Stepperg e furono educati da tutori privati. Alla fine, si è trasferita da Stepperg a Monaco per consentire ai figli un'istruzione migliore. A Monaco, divenne rapidamente di nuovo il centro della vita sociale e fu nuovamente coinvolta in relazioni amorose con uomini più giovani. Nel 1820, si innamorò del conte Sigmund von Bechern e durante i dieci anni successivi ebbero una relazione appassionata, fino a quando il giovane conte ruppe la relazione per sposare la baronessa Askania von Krauss.
Nel 1825 avvenne un cambiamento nella vita di Maria Leopoldina quando il re Ludovico I di Baviera succedette a suo padre. In contrasto con la contessa von Arco, che si opponeva alla sua famiglia in Austria e favoriva lo stile di vita francese, il nuovo re perseguì una politica a favore della Germania e dell'Austria. Tuttavia, gli piaceva ottenere i suoi consigli finanziari, economici e politici. La relazione tra il re e Lola Montez fu fortemente disapprovata e fu infine una delle cause dell'abdicazione del re il 20 marzo 1848 in favore del figlio Massimiliano II.

## Morte
Pochi mesi dopo, il 23 giugno, stava viaggiando in carrozza verso Salisburgo. A Wasserburg am Inn un carro del sale senza conducente si schiantò contro la carrozza, ribaltandola. Maria Leopoldina poté essere liberata solo dopo poche ore. Aveva ferite interne mortali ed è morta pochi minuti dopo il salvataggio. Inizialmente fu sepolta in una cripta nella chiesa di Stepperg, ma il 28 marzo 1855 i suoi resti furono trasferiti nella cripta della famiglia von Arco, situata a est di Stepperg Antoniberg. Tra il 1852 e il 1855, sotto la direzione del professor Ludwig Foltz, fu costruita una cappella della cripta per Maria Leopoldina, che dopo la sua morte lasciò ai suoi due figli una fortuna di 15 milioni di fiorini.

## Ascendenza
|                                 |                      |                                               | Genitori                              |  |  | Nonni |  |  | Bisnonni           |  |  | Trisnonni         |  |
|                                 |                      |                                               |                                       |  |  |       |  |  | Leopoldo di Lorena |  |  | Carlo V di Lorena |  |
|                                 |                      |                                               |                                       |  |  |       |  |  | Leopoldo di Lorena |  |  | Carlo V di Lorena |  |
|                                 |                      | Eleonora Maria Giuseppina d'Austria           |                                       |  |  |       |  |  | Leopoldo di Lorena |  |  |                   |  |
| Francesco I di Lorena           |                      |                                               |                                       |  |  |       |  |  | Leopoldo di Lorena |  |  |                   |  |
|                                 |                      | Elisabetta Carlotta di Borbone-Orléans        | Filippo I di Borbone-Orléans          |  |  |       |  |  |                    |  |  |                   |  |
|                                 |                      | Elisabetta Carlotta di Borbone-Orléans        | Filippo I di Borbone-Orléans          |  |  |       |  |  |                    |  |  |                   |  |
|                                 |                      | Elisabetta Carlotta di Borbone-Orléans        | Elisabetta Carlotta del Palatinato    |  |  |       |  |  |                    |  |  |                   |  |
| Ferdinando d'Asburgo-Lorena     |                      | Elisabetta Carlotta di Borbone-Orléans        |                                       |  |  |       |  |  |                    |  |  |                   |  |
|                                 |                      | Carlo VI d'Asburgo                            | Leopoldo I d'Asburgo                  |  |  |       |  |  |                    |  |  |                   |  |
|                                 |                      | Carlo VI d'Asburgo                            | Leopoldo I d'Asburgo                  |  |  |       |  |  |                    |  |  |                   |  |
|                                 |                      | Carlo VI d'Asburgo                            | Eleonora del Palatinato-Neuburg       |  |  |       |  |  |                    |  |  |                   |  |
| Maria Teresa d'Austria          |                      | Carlo VI d'Asburgo                            |                                       |  |  |       |  |  |                    |  |  |                   |  |
|                                 |                      | Elisabetta Cristina di Brunswick-Wolfenbüttel | Luigi Rodolfo di Brunswick-Lüneburg   |  |  |       |  |  |                    |  |  |                   |  |
|                                 |                      | Elisabetta Cristina di Brunswick-Wolfenbüttel | Luigi Rodolfo di Brunswick-Lüneburg   |  |  |       |  |  |                    |  |  |                   |  |
|                                 |                      | Elisabetta Cristina di Brunswick-Wolfenbüttel | Cristina Luisa di Oettingen-Oettingen |  |  |       |  |  |                    |  |  |                   |  |
| Maria Leopoldina d'Austria-Este |                      | Elisabetta Cristina di Brunswick-Wolfenbüttel |                                       |  |  |       |  |  |                    |  |  |                   |  |
|                                 | Francesco III d'Este | Rinaldo d'Este                                |                                       |  |  |       |  |  |                    |  |  |                   |  |
|                                 | Francesco III d'Este | Rinaldo d'Este                                |                                       |  |  |       |  |  |                    |  |  |                   |  |
|                                 | Francesco III d'Este | Carlotta Felicita di Brunswick-Lüneburg       |                                       |  |  |       |  |  |                    |  |  |                   |  |
| Ercole III d'Este               | Francesco III d'Este |                                               |                                       |  |  |       |  |  |                    |  |  |                   |  |
|                                 |                      | Carlotta Aglae di Borbone-Orléans             | Filippo II di Borbone-Orléans         |  |  |       |  |  |                    |  |  |                   |  |
|                                 |                      | Carlotta Aglae di Borbone-Orléans             | Filippo II di Borbone-Orléans         |  |  |       |  |  |                    |  |  |                   |  |
|                                 |                      | Carlotta Aglae di Borbone-Orléans             | Francesca Maria di Borbone-Francia    |  |  |       |  |  |                    |  |  |                   |  |
| Maria Beatrice d'Este           |                      | Carlotta Aglae di Borbone-Orléans             |                                       |  |  |       |  |  |                    |  |  |                   |  |
|                                 |                      | Alderano I Cybo-Malaspina                     | Carlo II Cybo-Malaspina               |  |  |       |  |  |                    |  |  |                   |  |
|                                 |                      | Alderano I Cybo-Malaspina                     | Carlo II Cybo-Malaspina               |  |  |       |  |  |                    |  |  |                   |  |
|                                 |                      | Alderano I Cybo-Malaspina                     | Teresa Pamphili                       |  |  |       |  |  |                    |  |  |                   |  |
| Maria Teresa Cybo Malaspina     |                      | Alderano I Cybo-Malaspina                     |                                       |  |  |       |  |  |                    |  |  |                   |  |
|                                 |                      | Ricciarda Gonzaga di Novellara                | Camillo II Gonzaga di Novellara       |  |  |       |  |  |                    |  |  |                   |  |
|                                 |                      | Ricciarda Gonzaga di Novellara                | Camillo II Gonzaga di Novellara       |  |  |       |  |  |                    |  |  |                   |  |
|                                 |                      | Ricciarda Gonzaga di Novellara                | Matilde d'Este                        |  |  |       |  |  |                    |  |  |                   |  |
|                                 |                      | Ricciarda Gonzaga di Novellara                |                                       |  |  |       |  |  |                    |  |  |                   |  |

## Titoli, trattamento, onorificenze e stemma

### Titoli e trattamento
- 10 dicembre 1776 - 15 febbraio 1795: Sua Altezza Reale l'Arciduchessa Maria Ludovica d'Austria-Este, principessa di Modena
- 15 febbraio 1795 - 16 febbraio 1799: Sua Altezza Serenissima l'Elettrice di Baviera
- 16 febbraio 1799 - 14 novembre 1804: Sua Altezza Serenissima l'Elettrice vedova di Baviera